# Aeroportul Internațional Nausori
Aeroportul Internațional Nausori (IATA: SUV, ICAO: NFNA) este un aeroport din Tailevu⁠(d), Diviziunea Centrală, Fiji ce deservește zona Suva. 
Situat la o altitudine de 5 m, aeroportul dispune de 1 pistă.

## Infrastructură

### Piste
Aeroportul dispune de o singură pistă. Pista 10/28 are suprafața de asfalt și dimensiunile 1.868 m × . 